# Game Developers Conference
La Game Developers Conference (GDC, en español Congreso de Desarrolladores de Videojuegos) es la reunión anual más grande de desarrolladores profesionales de videojuegos, cuyos objetivos son el aprender, inspirar y formar conexiones dentro de la industria. El evento, que dura aproximadamente una semana, incluye una exposición, eventos para el establecimiento de contactos, ceremonias de premios tales como el Independent Games Festival y el Game Developers Choice Awards, y una variedad de tutoriales, conferencias, y mesas redondas con profesionales de la industria sobre temas relacionados con los videojuegos, tales como programación, diseño, audio, producción, administración y artes visuales.

## Historia
Inicialmente llamada la Computer Game Developers Conference (lit. Conferencia de Desarrolladores de Juegos de Ordenadores), la primera conferencia fue organizada por  Chris Crawford en la sala de su casa en el área de San José, California. Aproximadamente veintisiete diseñadores estuvieron presente, incluyendo a Don Daglow, Brenda Laurel, Brian Moriarty, Gordon Walton, Tim Brengle, Cliff Johnson, Dave Menconi, y Carlo e Ivan Manley. La segunda conferencia, realizada ese mismo en el Holiday Inn de Milpitas, atrajo a aproximadamente 125 desarrolladores. Entre los primeros directores de la conferencia se encuentran Brenda Laurel, Dave Menconi, Stephen Friedman, Chris Crawford y Stephanie Barret. Más adelante, John Powers, Nicky Robinson, Anne Westfall y Ernest W. Adams se unieron a esta lista.
En sus primeros años, la conferencia cambió repetidamente de sede para acomodar a su creciente número de participantes. Para 1994 el GDC pudo costear el auspicio de la creación del Computer Game Developers Association, con Adams como su director fundador. En 2005, el GDC se mudó al nuevo Monscone Center West, en el corazón del distrito SOMA de San Francisco, y registró una asistencia de 12.000 personas. El GDC volvió a San José en 2006, registrando una participación de más de 12.500 personas, y volvió a San Francisco en 2007, donde los organizadores esperan se mantenga en el futuro cercano. La participación en el evento ha tenido un aumento constante en los últimos años, con 18.000 personas asistiendo al evento de 2008. En 2009, la International Game Developers Association otorgó 25 becas para estudiantes calificados para participar en el GDC 2009. En 2012, el GDC volvió a romper récords de asistencia con más de 22.500 participantes.

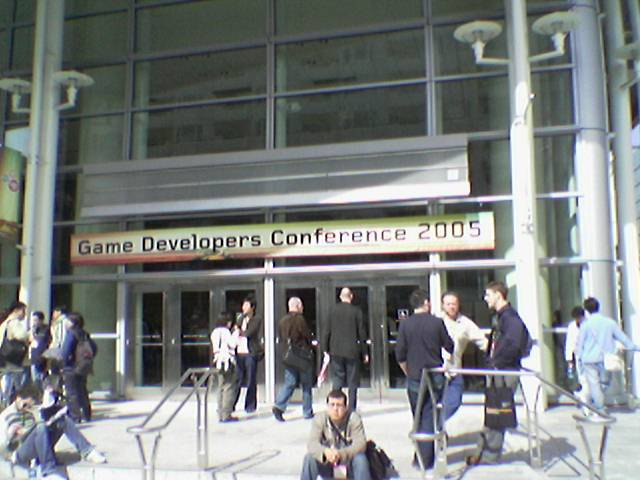
La entrada al Game Developers Conference 2005

Pese a que en un principio la conferencia se enfocaba en videojuegos para ordenadores, su enfoque se ha ido expandiendo con el paso de los años y hoy en día también incluye consolas, dispositivos móviles, teléfonos inteligentes, y tabletas, entre otros. Esto llevó a que la conferencia adopte su nombre actual en 1999.
El GDC también ha sido el marco de los Spotlight Awards entre 1997 y 1999, el Independent Game Festival desde 1999 y los Game Developers Choice Awards desde 2001. El GDC también es usado para la reunión anual del International Game Developers Association (IGDA).
El Independent Games Festival es la primera y más grande competición para juegos independientes, y presenta los innovadores logros de desarrolladores que van desde individuos que crean juegos para la PC hasta equipos de estudios que crean títulos descargables para consolas. Un grupo de jueces de la industria seleccionan a los finalistas y ganadores, y los creadores individuales son nombrados como ganadores. El IGF es administrado y desarrollado por UBM TechWeb, el organizador del GDC.
El Game Developers Choice Awards es la única ceremonia de premios que está abierta exclusivamente para miembros de la industria. Cualquier miembro del IGDA puede nominar a un juego, y luego los miembros votan para seleccionar a los finalistas. Al igual que en el caso del IGF, los creadores individuales son nombrados como ganadores de los premios. Premios especiales como el Lifetime Achievement y el First Penguin son determinados por el comité del GDCA, y todos son revelados en la Ceremonia de los Game Developers Choice Awards en el GDC. El IGF y el GDCA son presentados uno tras otro, en una ceremonia producida por UBM TechWeb, generalmente el día miércoles de la GDC.
UBM TechWeb también ha extendido el evento a otras ciudades y países, con una segunda edición anual en Austin, Texas en los Estados Unidos, y conferencias en Europa (GDC Europe) y Asia (GDC China).

## Eventos recurrentes

### Tutoriales
Aproximadamente la mitad del tiempo durante los primeros dos días del GDC está dedicado a tutoriales con sesiones de uno o dos días sobre un tema específico. Los tutoriales consisten en talleres prácticos que cubren una variedad de temas técnicos como diseño de juegos, audio, temas sobre programación (como física, programación de gráficos o tecnologías web), producción y administración.

### Congresos

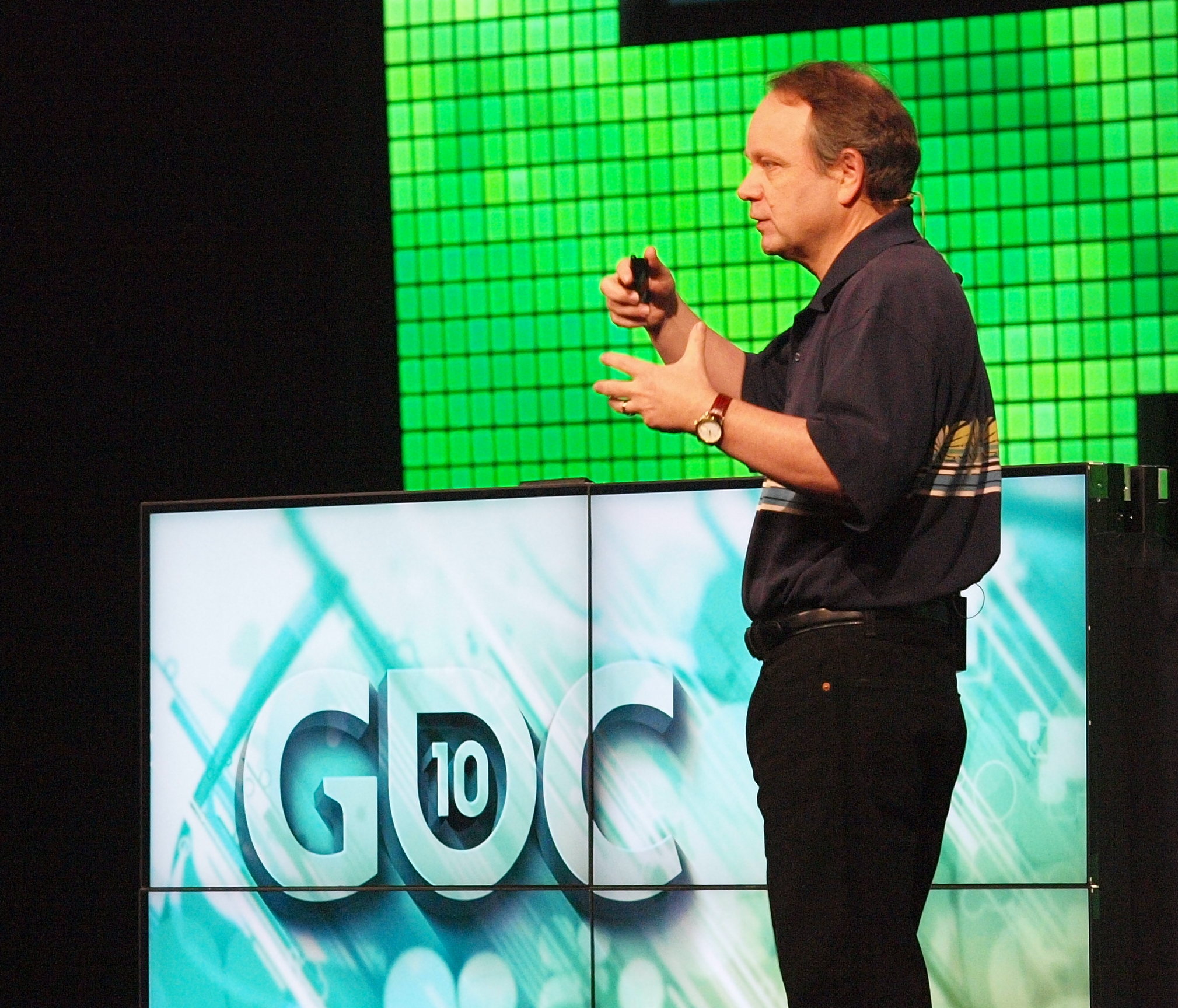
Sid Meier durante su presentación en el GDC 2010.

Un congreso es una sección de paneles dedicados a un subsegmento de la industria de los videojuegos que por lo general también tiene lugar en los primeros dos días de la conferencia. Algunos temas que han sido el enfoque de estos congresos incluyen a los juegos independientes, educación sobre juegos (para estudiantes que aspiran unirse a la industria), juegos serios, juegos de redes sociales y juegos en línea.

### Presentaciones de fabricantes de consolas
Regularmente, Sony Computer Entertainment, Microsoft y Nintendo realizan presentaciones en la conferencia presentando nuevos productos y tecnologías. Junto con el Electronic Entertainment Expo, las presentaciones en el GDC son una de las fuentes de noticias sobre nuevo hardware y plataformas de consolas más importantes, pero enfocadas más a la audiencia de desarrolladores en lugar de la prensa en general. Algunos juegos en desarrollo o futuros lanzamientos también son presentados, pero por lo general muchos menos que en el E3.

### Developer's Rant
Desde su concepción en 2005, el panel del Developer's Rant (lit. "despotrique de los desarrolladores") se ha convertido en una de las sesiones más populares de la conferencia. Moderado por Eric Zimmerman y Jason Della Roca, una selección de figuras notables de la industria son invitadas a hablar sobre temas relacionados con la industria que les apasionan. Según Zimmerman, la idea del panel "es de tomar esas quejas y refunfuños y traerlos a la luz, enfrentar al poder con la verdad, poner la mie*** a un lado y hablar de lo que realmente está sucediendo en nuestra industria-- lo que está mal y lo que podemos hacer para cambiarlo". Muchos despotriques inspiran controversia, discusión y mucha cobertura de la prensa especializada.
La mayoría de las sesiones se enfocan en un segmento particular de la industria para elegir a sus panelistas. Algunas de las sesiones pasadas incluyen:
- 2005: "Burning Down The House: Game Developers Rant"
- 2006: "Burn Baby, Burn: Game Developers Rant"
- 2007: "Game Publishers Rant"
- 2008: "Pouring Gas on the Flames: Game Designers Rant"
- 2009: "Burned by Friendly Fire: Game Critics Rant"
- 2010: "Indie Gamemaker Rant!" and "AI Developers Rant!"
- 2011: "No Freaking Respect! Social Game Developers Rant Back"
- 2012: "Game Educators Rant!"[4]

### Game Design Challenge
Eric Zimmerman fue el creador del Game Design Challenge (lit. Desafío de Diseño de Juegos). "La idea del desafío, dijo, era la de darle a todos una idea del proceso detrás del diseño del juego, y para tratar de poner a todos a pensar en nuevos tipos de juegos". No se necesita crear ningún juego en sí, solo diseñarlo. El objetivo del 2.º Game Design Challenge era el de crear un juego basado en Emily Dickinson. El premio fue ganado por Will Wright, quien diseñó un simulador de la personalidad de Emily Dickinson que estaba almacenado en su totalidad en una memoria USB. La personalidad interactuaría con el jugador enviándole mensajes instantáneos y correo electrónico. El objetivo es el de mantener una relación estable y evitar los dos extremos de una obsesión romántica con el jugador o una depresión suicida. El primer caso llevaba a constantes interrupciones al usar el ordenador. La otra situación permitía a la simulación eliminarse a sí misma. En su tercera edición, el desafío consistía en crear un juego que sea merecedor de un premio Nobel. Harvey Smith ganó el desafío con su juego PeaceBomb. El juego utilizaría dispositivos móviles para organizar "flashmobs" para realizar actos de caridad aleatorios. Para los primeros desafíos, Eric Zimmerman siempre concluyó el evento indicando que cualquiera de las ideas presentadas podía convertirse en un juego.
El objetivo del 4.º Game Design Challenge era el crear un juego que sea una religión, o que pudiera convertirse en una. Esta edición fue ganada por Jason Rohrer, quien diseñó un juego multijugador de un jugador por vez llamado Chain World, el cual estaba almacenado por completo en una memoria USB.

## Conferencias recientes
| Conference      | Location                  | Dates                      |
| --------------- | ------------------------- | -------------------------- |
| 2009            |                           |                            |
| GDC Europe 2009 | Colonia, Alemania         | 17-19 de agosto            |
| GDC Austin 2009 | Austin, Texas             | 15-28 de septiembre        |
| GDC China 2009  | Shanghái, China           | 11-13 de octubre           |
| 2010            |                           |                            |
| GDC 2010        | San Francisco, California | 9-13 de marzo              |
| GDC Canada 2010 | Vancouver, BC             | 6 a 7 de mayo              |
| GDC Europe 2010 | Colonia, Alemania         | 16 a 18 de agosto          |
| GDC Online 2010 | Austin, Texas             | 5-8 de octubre             |
| GDC China 2010  | Shanghái, China           | 5-7 de diciembre           |
| 2011            |                           |                            |
| GDC 2011        | San Francisco, California | 28 de febrero - 4 de marzo |
| GDC Europe 2011 | Colonia, Alemania         | 15-17 de agosto            |
| GDC Online 2011 | Austin, Texas             | 10-13 de octubre           |
| GDC China 2011  | Shanghái, China           | 12-14 de noviembre         |
| 2012            |                           |                            |
| GDC 2012        | San Francisco, California | 5-9 de marzo               |
| GDC Europe 2012 | Colonia, Alemania         | 13-15 de agosto            |
|                 |                           |                            |
| 2013            |                           |                            |
| GDC 2013        | San Francisco, California | 25-29 de marzo             |
| GDC Europa 2013 | Colonia, Alemania         | 19-21 de agosto            |
| GDC China 2013  | Shanghái, China           | 15-17 de septiembre        |
| GDC Next 2013   | Los Ángeles, California   | 5-7 de noviembre           |
| 2014            |                           |                            |
| GDC 2014        | San Francisco, California | 17–21 de marzo             |
| GDC Europe 2014 | Cologne, Germany          | 11–13 de agosto            |
| GDC China 2014  | Shanghái, China           | 19–21 de octubre           |
| GDC Next 2014   | Los Ángeles, California   | 3–4 de noviembre           |
| 2015            |                           |                            |
| GDC 2015        | San Francisco, California | 2–6 de marzo               |
| GDC Europe 2015 | Cologne, Germany          | 3–4 de agosto              |
| GDC China 2015  | Shanghái, China           | 25–27 de octubre           |
| 2016            |                           |                            |
| GDC 2016        | San Francisco, California | 14–18 de marzo             |
| GDC Europe 2016 | Cologne, Germany          | 15–16 de agosto            |
| 2017            |                           |                            |
| GDC 2017        | San Francisco, California | 27 de febrero – 3 de marzo |
| 2018            |                           |                            |
| GDC 2018        | San Francisco, California | 19–23 de marzo             |
| 2019            |                           |                            |
| GDC 2019        | San Francisco, California | 18–22 de marzo             |